# 凡例
| ウィキペディアには「凡例」という見出しの百科事典記事はありません（タイトルに「凡例」を含むページの一覧/「凡例」で始まるページの一覧）。 代わりにウィクショナリーのページ「凡例」が役に立つかもしれません。 |